# Паппа аль помодоро
Паппа аль помодоро (pappa al pomodoro) — блюдо тосканской кухни, густой хлебный суп. В состав блюда входят томаты (само его название переводится как «каша из помидоров»), чеснок, оливковое масло, базилик, хлеб (традиционно — чёрствый или остатки трапезы), а также репчатый лук и чёрный перец.

## История
Паппа аль помодоро — блюдо, достаточно типичное для тосканской кухни, в которой популярным компонентом многих рецептов (таких, как, к примеру, панцанелла и риболлита) выступает чёрствый хлеб. Принято относить эту категорию блюд к простой, «деревенской» пище.
Принято считать, что блюдо имеет весьма древнее происхождение. Однако серьёзную популярность, вышедшую далеко за пределы Тосканы, оно получило в 1912 году, с выходом романа Луиджи Бертелли «Il Giornalino di Gian Burrasca» и особенно с его телеэкранизацией 1964 года (в русском переводе — «Дневник Джанни Урагани»). В сериале дебютировала как актриса будущая кино- и поп-рок-звезда Рита Павоне; в её исполнении стала хитом песня «Viva la Pappa col Pomodoro!» («Да здравствует суп с помидорами!»), музыку к которой написал Нино Рота. Любопытно, что в русском переводе песни (автор — Юлий Ким) смысл и содержание резко изменилось, что видно и по названию «Люблю я макароны» (первый и наиболее известный исполнитель — Эмиль Горовец; в дальнейшем получившую большую популярность песню исполняли многие советские певцы, в том числе Андрей Макаревич).

## Приготовление
В классическом рецепте помидоры бланшируются, обдаются холодной водой и очищаются от шкурки. Современная рецептура допускает и использование консервированных резаных томатов в собственном соку. Чеснок поджаривается на оливковом масле на сковороде, после чего к нему добавляются томаты, вода/бульон, соль, чёрный перец и базилик. В заключение в сотейник добавляется хлеб (слегка размоченный после обрезания корок или в виде крошек или даже поджаренный). Современные рецепты часто предусматривают блендеризацию супа перед подачей. При подаче в тарелку в качестве украшения кладут листики базилика и сухарики.
Существует много альтернативных рецептов блюда. К примеру, при приготовлении можно добавить белого вина, а при подаче — посыпать тёртым пармезаном. В более пикантных версиях супа для большей остроты добавляется перец чили.
Паппа аль помодоро можно подавать горячим, тёплым или холодным. Блюдо также использовать как соус: к примеру, к рубленым котлетам, тефтелям или фрикаделькам.